# Nati il 30 luglio
| Questa pagina contiene informazioni ricavate automaticamente dalle voci biografiche con l'ausilio del template Bio e di un bot. L'aggiornamento è periodico e automatico e ricostruisce completamente la pagina. Se manca una persona in questa lista, sei pregato di non aggiungerla, ma accertati piuttosto che la sua voce biografica contenga il template Bio e che i dati anagrafici siano correttamente compilati. Se il template Bio manca, inseriscilo tu stesso o, in alternativa, metti l'avviso {{tmp\|Bio}} che ne segnala la mancanza. Se i dati riportati sono sbagliati, correggi direttamente la voce biografica; le modifiche saranno visibili in questa lista entro pochi giorni. Per chiarimenti vedi il progetto biografie. La lista contiene solo le 1.040 persone che sono citate nell'enciclopedia e per le quali è stato implementato correttamente il template Bio. Pagina aggiornata al 17 ago 2025. |

## XIV secolo(1)
- 1361 - Abu Muhammad Mahmud al-'Ayni, storico arabo († 1451)

## XV secolo(1)
- 1470 - Hongzhi, imperatore cinese († 1505)

## XVI secolo(4)
- 1511 - Giorgio Vasari, pittore, architetto e storico dell'arte italiano († 1574)
- 1549 - Ferdinando I de' Medici, cardinale italiano († 1609)
- 1569 - Carlo I del Liechtenstein, principe austriaco († 1627)
- 1593 - Guglielmo di Baden-Baden, nobile tedesco († 1677)

## XVII secolo(9)
- 1601 - Anna Eleonora d'Assia-Darmstadt, nobile († 1659)
- 1618 - Giuliano Cesarini, nobile italiano († 1665)
- 1625 - Filippo Francesco d'Arenberg, nobile e militare belga († 1674)
- 1638 - Mary Villiers, duchessa di Buckingham, nobildonna inglese († 1704)
- 1670 - Carlo Archinto, nobile, funzionario e mecenate italiano († 1732)
- 1683 - Sofia Albertina di Erbach-Erbach, contessa tedesca († 1742)
- 1683 - Pier Giuseppe Sandoni, compositore italiano († 1748)
- 1686 - Antonio Vegni, vescovo cattolico italiano († 1744)
- 1699 - Giuseppe Marchesi, pittore italiano († 1771)

## XVIII secolo(33)
- 1702 - Stepan Fëdorovič Apraksin, generale, diplomatico e politico russo († 1758)
- 1710 - Ignaz Franz Wörle, organaro austriaco († 1778)
- 1736 - Carlo Bellisomi, cardinale e arcivescovo cattolico italiano († 1808)
- 1741 - Carlo Antonio Lodovico Bellardi, medico, botanico e micologo italiano († 1826)
- 1744 - Angelo Banchero, pittore italiano († 1794)
- 1745 - Wolter Jan Gerrit Bentinck, ammiraglio olandese († 1781)
- 1746 - Louise du Pierry, astronoma francese († 1807)
- 1749 - Christoph von Benckendorff, generale russo († 1823)
- 1751 - Ermanno di Hohenzollern-Hechingen, principe († 1810)
- 1751 - Maria Anna Mozart, compositrice, pianista e clavicembalista austriaca († 1829)
- 1752 - Valentine Quin, I conte di Dunraven e Mount-Earl, nobile e politico irlandese († 1824)
- 1756 - Orazio Ronchi, fantino italiano († 1812)
- 1761 - Henry FitzGerald, politico irlandese († 1829)
- 1762 - Juan O'Donojú, politico e militare spagnolo († 1821)
- 1766 - Pierre Banel, generale francese († 1796)
- 1769 - Federico VI d'Assia-Homburg, nobile tedesco († 1829)
- 1770 - Friedrich Ludwig Aemilius Abel, violinista tedesco († 1842)
- 1772 - Ignaz zu Hardegg, generale e politico austriaco († 1848)
- 1773 - Gian Pietro Porro, politico italiano († 1851)
- 1775 - Emmanuel Dupaty, giornalista, drammaturgo e librettista francese († 1851)
- 1777 - Ferdinand von Colloredo-Mansfeld, politico austriaco († 1848)
- 1777 - Karl von Grolman, generale prussiano († 1843)
- 1778 - Enrico di Anhalt-Köthen, nobile († 1847)
- 1778 - Antonio Riccardi, presbitero, saggista e educatore italiano († 1844)
- 1778 - Johann Martin von Rohden, pittore tedesco († 1868)
- 1779 - Joseph Bara, militare francese († 1793)
- 1781 - Giuseppe Crispi, vescovo cattolico e filologo italiano († 1859)
- 1784 - Giovanni Ignazio Pansoya, letterato e politico italiano († 1851)
- 1784 - Leopold Schefer, poeta, scrittore e compositore tedesco († 1862)
- 1786 - Antonio Alessandrini, medico e veterinario italiano († 1861)
- 1786 - Georg Andreas Gabler, filosofo tedesco († 1853)
- 1787 - Francesco Gaetano Traversa, generale italiano († 1861)
- 1794 - Auguste Regnaud de Saint-Jean d'Angély, generale e politico francese († 1870)

## XIX secolo(126)
- 1801 - Louis Napoléon Lannes, diplomatico, politico e nobile francese († 1874)
- 1802 - Silvestro Boito, pittore e miniaturista italiano († 1856)
- 1807 - Vincenzo Bolmida, imprenditore italiano († 1876)
- 1810 - Leonhard Graf von Blumenthal, generale tedesco († 1900)
- 1811 - Giuseppe Meneghini, naturalista e politico italiano († 1889)
- 1812 - Harrison Ludington, politico statunitense († 1891)
- 1812 - Alessandro Sidoli, architetto, pittore e disegnatore italiano († 1855)
- 1813 - Domenico Turazza, matematico e politico italiano († 1892)
- 1814 - Johann Georg Halske, imprenditore tedesco († 1890)
- 1815 - Karel Javůrek, pittore ceco († 1909)
- 1815 - Herman Severin Løvenskiold, compositore norvegese († 1870)
- 1815 - Alessandro Nunziante, generale e politico italiano († 1881)
- 1815 - Wilhelm Ramming von Riedkirchen, militare austriaco († 1876)
- 1815 - Valerio Trocchi, politico e magistrato italiano († 1893)
- 1818 - Emily Brontë, scrittrice britannica († 1848)
- 1818 - Jan Heemskerk, politico olandese († 1897)
- 1819 - John Campbell Shairp, critico letterario e scrittore scozzese († 1885)
- 1822 - Henry Deacon, chimico inglese († 1876)
- 1825 - Giacinto Scelsi, politico e prefetto italiano († 1902)
- 1827 - Carlo Cesarini, politico italiano († 1905)
- 1828 - Paul-Ferdinand Gachet, medico, collezionista d'arte e pittore francese († 1909)
- 1830 - Augusto Albini, ammiraglio e politico italiano († 1909)
- 1832 - William H. Wickham, politico statunitense († 1893)
- 1833 - Carlo Ludovico d'Asburgo-Lorena, nobile († 1896)
- 1833 - Isabella Pizzi, mistica italiana († 1873)
- 1834 - Rudolf Epp, pittore tedesco († 1910)
- 1835 - Alphonse Chodron de Courcel, politico e diplomatico francese († 1919)
- 1835 - Pietro Stefanelli, chimico e entomologo italiano († 1919)
- 1837 - Michele Caruso, brigante italiano († 1863)
- 1837 - Gaetano Monroy Ventimiglia di Pandolfina, politico e diplomatico italiano († 1888)
- 1838 - Eugen Richter, politico tedesco († 1906)
- 1838 - Antonio Tiraboschi, linguista e storico italiano († 1883)
- 1838 - Filippo di Württemberg, principe († 1917)
- 1841 - Ferdinando Martini, scrittore e politico italiano († 1928)
- 1841 - Bernhard Tollens, chimico tedesco († 1918)
- 1842 - Auguste Bouché-Leclercq, storico francese († 1923)
- 1848 - Giovanni Facheris, avvocato e politico italiano († 1918)
- 1848 - Michael Innerkofler, alpinista austro-ungarico († 1888)
- 1848 - Victor Noir, giornalista francese († 1870)
- 1849 - Pietro Barsanti, militare italiano († 1870)
- 1850 - Léon Delachaux, pittore francese († 1919)
- 1851 - Giovanni Battista De Negri, tenore italiano († 1924)
- 1851 - Giuseppe Magini, medico italiano († 1916)
- 1851 - Stanislao Medolago Albani, politico italiano († 1921)
- 1851 - Georgij Štakel'berg, generale russo († 1913)
- 1853 - Julian Fałat, pittore polacco († 1929)
- 1854 - Anthony Caminetti, avvocato e politico statunitense († 1923)
- 1855 - Achille Majnoni d'Intignano, architetto italiano († 1935)
- 1856 - Richard Burdon Haldane, politico, avvocato e filosofo britannico († 1928)
- 1856 - Mediha Sultan, principessa ottomana († 1928)
- 1856 - Lodovico Oberziner, letterato, bibliotecario e archivista italiano († 1916)
- 1857 - Léon-Ignace Mangin, presbitero francese († 1900)
- 1857 - Thorstein Veblen, economista e sociologo statunitense († 1929)
- 1858 - Charles Bambridge, calciatore inglese († 1935)
- 1858 - Muhammad Rasul Khanji, principe indiano († 1911)
- 1858 - Paul-Louis Simond, medico e biologo francese († 1947)
- 1859 - Henry Lunn, religioso e filantropo inglese († 1939)
- 1860 - Giovanni Genocchi, presbitero e missionario italiano († 1926)
- 1860 - Émile Jourdan, pittore francese († 1931)
- 1862 - Nikolaj Nikolaevič Judenič, generale e politico russo († 1933)
- 1863 - Percival Elgood, storico britannico († 1941)
- 1863 - Henry Ford, imprenditore statunitense († 1947)
- 1863 - Luigi Lucatello, patologo italiano († 1926)
- 1864 - Dirk Boest Gips, tiratore a segno olandese († 1920)
- 1866 - Gaetano Curtis, magistrato e scrittore italiano († 1944)
- 1866 - Eliseu Visconti, pittore, scultore e designer italiano († 1944)
- 1868 - Pier Gabriele Goidanich, glottologo e politico italiano († 1953)
- 1869 - Giovanni Beda Cardinale, arcivescovo cattolico e diplomatico italiano († 1933)
- 1869 - Cristóbal Magallanes Jara, presbitero messicano († 1927)
- 1872 - Alfonso Canzio, sindacalista italiano († 1919)
- 1872 - Clementina del Belgio, principessa belga († 1955)
- 1872 - Max Pohlenz, filologo classico tedesco († 1962)
- 1873 - Alfredo Campanini, architetto e imprenditore italiano († 1926)
- 1874 - João de Deus Mena Barreto, generale e politico brasiliano († 1933)
- 1874 - Billy Meredith, allenatore di calcio e calciatore gallese († 1958)
- 1875 - Robert Altmayer, generale francese († 1959)
- 1875 - Angelo Vincenzo De Dominicis, medico italiano († 1936)
- 1875 - Aniceto Koplin, religioso e presbitero tedesco († 1941)
- 1875 - André Lemierre, batteriologo e medico francese († 1956)
- 1876 - Clodoveo d'Assia-Philippsthal-Barchfeld, nobile († 1954)
- 1877 - Giuseppe Beneduce, avvocato e politico italiano († 1942)
- 1877 - Yoï Crosse, modella e scrittrice britannica († 1944)
- 1878 - Joel Stebbins, astronomo statunitense († 1966)
- 1879 - Emilio Ghione, attore e regista italiano († 1930)
- 1879 - Fernando Primo de Rivera y Orbaneja, ufficiale e militare spagnolo († 1921)
- 1881 - Smedley Butler, generale statunitense († 1940)
- 1881 - Guido Nardini, militare e aviatore italiano († 1928)
- 1881 - Giuseppe Palanti, pittore, illustratore e scenografo italiano († 1946)
- 1882 - Auguste Champetier de Ribes, giurista e politico francese († 1947)
- 1882 - Holmes Herbert, attore inglese († 1956)
- 1883 - Yvonne de Pfeffel, tennista francese († 1958)
- 1884 - Sofija Nalepins'ka-Bojčuk, artista ucraina († 1937)
- 1884 - Sandy Turnbull, calciatore scozzese († 1917)
- 1885 - Russell van Horn, pugile statunitense († 1970)
- 1886 - Emmet Fox, pastore protestante statunitense († 1951)
- 1886 - Muthulakshmi Reddy, attivista indiana († 1968)
- 1887 - Marquard Schwarz, nuotatore statunitense († 1968)
- 1888 - Jean-Jacques Bernard, commediografo e scrittore francese († 1972)
- 1888 - Werner Jaeger, filologo classico e grecista tedesco († 1961)
- 1889 - Vladimir Koz'mič Zvorykin, ingegnere russo († 1982)
- 1890 - Friedrich Baethgen, storico tedesco († 1972)
- 1890 - Maria Clemenza Staszewska, religiosa polacca († 1943)
- 1890 - Casey Stengel, allenatore di baseball e giocatore di baseball statunitense († 1975)
- 1891 - Émile-Guillaume Léonard, storico, paleografo e archivista francese († 1961)
- 1892 - Paolo Ferrara, attore italiano († 1965)
- 1892 - Carl Koch, regista tedesco († 1963)
- 1892 - Arnaldo Volpicelli, filosofo italiano († 1968)
- 1893 - Hyazinth Graf Strachwitz, generale tedesco († 1968)
- 1893 - Bonaventura Somma, compositore italiano († 1960)
- 1894 - Pietro Lombardi, architetto e scultore italiano († 1984)
- 1895 - Augustin Guillaume, generale francese († 1983)
- 1895 - Wanda Hawley, attrice statunitense († 1963)
- 1895 - Bruno Margarucci Riccini, militare italiano († 1969)
- 1896 - Johanna Hofer, attrice tedesca († 1988)
- 1898 - Friedl Dicker-Brandeis, artista e insegnante austriaca († 1944)
- 1898 - Nikolaj Jakovlevič Jut Zolotov, scrittore, etnologo e critico letterario russo († 1967)
- 1898 - Henryk Roycewicz, militare e cavaliere polacco († 1990)
- 1898 - Enzo Mainardi, poeta e pittore italiano († 1983)
- 1898 - Charles Butler McVay III, ammiraglio statunitense († 1968)
- 1898 - Henry Moore, scultore e pittore inglese († 1986)
- 1898 - Juan Puig Elias, anarchico, pedagogista e politico spagnolo († 1972)
- 1899 - Davide Lembo, giornalista e politico italiano
- 1899 - Gerald Moore, pianista inglese († 1987)
- 1900 - Ivan Ivanovič Fedjuninskij, generale sovietico († 1977)
- 1900 - Filipp Ivanovič Golikov, generale e politico sovietico († 1980)
- 1900 - Antonio Viscardi, filologo e critico letterario italiano († 1972)

## XX secolo(836)
- 1901 - Arnaldo Carli, ciclista su strada e pistard italiano († 1972)
- 1901 - James Carson, pallanuotista statunitense († 1964)
- 1901 - Maurice Norland, mezzofondista francese († 1967)
- 1902 - Rodolfo Morandi, avvocato, economista e politico italiano († 1955)
- 1903 - Enrico Bianchini, ingegnere italiano († 1971)
- 1903 - Henri Caffarel, presbitero e mistico francese († 1996)
- 1903 - Vic Hanson, cestista, giocatore di football americano e allenatore di football americano statunitense († 1982)
- 1903 - Aymo Maggi, pilota automobilistico italiano († 1961)
- 1903 - Şehzade Mahmud Şevket, principe ottomano († 1973)
- 1905 - Pedro Quartucci, pugile e attore argentino († 1983)
- 1906 - Alberto Carlo Blanc, paleontologo e geologo italiano († 1960)
- 1906 - Richard Krebs, velocista tedesco († 1996)
- 1906 - Mário Quintana, poeta e scrittore brasiliano († 1994)
- 1906 - Alex Thépot, calciatore francese († 1989)
- 1907 - Nicola Girace, schermidore italiano († 1970)
- 1907 - Audrey Hanna, attrice statunitense († 1990)
- 1907 - Roy Williams, artista e animatore statunitense († 1976)
- 1908 - Heinrich Andergassen, ingegnere e militare austriaco († 1946)
- 1908 - Lawrence W. Butler, effettista statunitense († 1988)
- 1908 - Pietro Cuscani Politi, geologo e paleontologo italiano († 1989)
- 1909 - Vittorio Erspamer, farmacologo italiano († 1999)
- 1909 - Ethelmary Oakland, attrice statunitense († 1999)
- 1909 - Cyril Northcote Parkinson, storico britannico († 1993)
- 1909 - Fēlikss Zandbergs, calciatore lettone († 1941)
- 1910 - Sadaaki Akamatsu, aviatore giapponese († 1980)
- 1910 - Livio Gratton, astrofisico italiano († 1991)
- 1910 - Secondo Lanfranco, calciatore italiano († 1982)
- 1910 - Giuseppe Moruzzi, neurofisiologo italiano († 1986)
- 1910 - Marino Nicolich, calciatore italiano
- 1910 - Bruno di Montegnacco, aviatore italiano († 1938)
- 1911 - Vittorio Baroni, religioso italiano († 1990)
- 1911 - Emilio Guarnaschelli, operaio e antifascista italiano († 1938)
- 1912 - Hillery Brown, cestista statunitense († 1991)
- 1912 - Eolo Fabretti, politico e sindacalista italiano († 1998)
- 1912 - Anne Ridler, poetessa britannica († 2011)
- 1913 - Vittorio Gasparini, partigiano italiano († 1944)
- 1913 - Guglielmo Morandi, regista e sceneggiatore italiano († 1999)
- 1914 - Mario Bava, regista, direttore della fotografia e effettista italiano († 1980)
- 1914 - Béatrix Beck, scrittrice belga († 2008)
- 1914 - Achille Corona, politico e giornalista italiano († 1979)
- 1914 - Rose Coyle, modella statunitense († 1988)
- 1914 - Michael Morris Killanin, giornalista, militare e dirigente sportivo irlandese († 1999)
- 1914 - Pavlo Ivanovyč Muravs'kyj, compositore, direttore d'orchestra e educatore ucraino († 2014)
- 1915 - William Aalto, attivista statunitense († 1958)
- 1915 - Aldo Bini, ciclista su strada italiano († 1993)
- 1915 - Ivan Dmitriev, attore sovietico († 2003)
- 1915 - Archie Macaulay, calciatore e allenatore di calcio scozzese († 1993)
- 1915 - Walt Miller, cestista e allenatore di pallacanestro statunitense († 2001)
- 1915 - Francisco Urcuyo Maliaños, politico nicaraguense († 2001)
- 1915 - Niny Comolli, musicista italiana († 2010)
- 1916 - Ingemar Bondeson, schermidore svedese († 1988)
- 1917 - Minoru Chiaki, attore giapponese († 1999)
- 1917 - Sineo Gemignani, pittore italiano († 1973)
- 1917 - Tichon Jakovlevič Kiselëv, politico sovietico († 1983)
- 1917 - Fritz Tegtmeier, aviatore tedesco († 1999)
- 1918 - John L. Cason, attore statunitense († 1961)
- 1918 - Henri Chammartin, cavaliere svizzero († 2011)
- 1918 - Jimmy Robinson, attore statunitense († 1967)
- 1919 - Bernice Miracle, scrittrice statunitense († 2014)
- 1919 - Hans Wind, militare e aviatore finlandese († 1995)
- 1919 - Eugène Maillat, vescovo cattolico svizzero († 1988)
- 1919 - Carlo Mazzarella, attore e giornalista italiano († 1993)
- 1920 - Brigid Guinness, nobildonna britannica († 1995)
- 1920 - Salim Halali, cantante e musicista algerino († 2005)
- 1920 - Barbara Laage, attrice francese († 1988)
- 1920 - Warren Schrage, cestista statunitense († 1999)
- 1920 - Walter Schuck, aviatore tedesco († 2015)
- 1920 - Marie Tharp, geologa e oceanografa statunitense († 2006)
- 1921 - Adriano Bacchielli, latinista, traduttore e insegnante italiano († 1987)
- 1921 - Ed Bogdanski, cestista statunitense († 1989)
- 1921 - Harry Haslam, allenatore di calcio e calciatore inglese († 1986)
- 1922 - Miron Białoszewski, poeta e giornalista polacco († 1983)
- 1922 - Paolo Bongiorno, sindacalista e politico italiano († 1960)
- 1922 - Mario Boyé, calciatore e attore argentino († 1992)
- 1922 - Aldo Grimaldi, armatore italiano († 2018)
- 1922 - Onni Lappalainen, ginnasta finlandese († 1971)
- 1922 - Antal Pallavicini, nobile e militare ungherese († 1957)
- 1922 - Antonio Pellegrini, partigiano italiano († 1944)
- 1922 - Turhan Selçuk, fumettista turco († 2010)
- 1922 - Emil Wolf, fisico ceco († 2018)
- 1923 - Dipa Nusantara Aidit, politico indonesiano († 1965)
- 1923 - Guido Basso, pittore italiano († 1995)
- 1923 - Dino Boschi, pittore italiano († 2015)
- 1923 - Maurice Boutel, regista e sceneggiatore francese († 2003)
- 1923 - Celso Miglietti, partigiano italiano († 1944)
- 1923 - Ray Wertis, cestista statunitense († 2006)
- 1923 - Hrant Šahinyan, ginnasta sovietico († 1996)
- 1924 - Angelines Fernández, attrice spagnola († 1994)
- 1924 - William H. Gass, scrittore statunitense († 2017)
- 1924 - Attilio Giovannini, calciatore italiano († 2005)
- 1924 - Enrico Zucchinali, calciatore italiano
- 1925 - Bruno Bacchetti, calciatore italiano († 1993)
- 1925 - Walt Budko, cestista e allenatore di pallacanestro statunitense († 2013)
- 1925 - Antoine Duhamel, compositore francese († 2014)
- 1925 - Jacques Grimonpon, calciatore francese († 2013)
- 1925 - Giacomo Mosele, ex fondista italiano
- 1925 - Finn Pedersen, canottiere danese († 2012)
- 1925 - Jacques Sernas, attore lituano († 2015)
- 1925 - Alexander Trocchi, scrittore scozzese († 1984)
- 1926 - Nina Kulagina, sovietica († 1990)
- 1926 - Pantelis Michanikos, poeta cipriota († 1979)
- 1926 - Rosa Taikon, orafa, attivista e attrice svedese († 2017)
- 1927 - Tony Hiller, produttore discografico e cantautore britannico († 2018)
- 1927 - Richard Johnson, attore, sceneggiatore e produttore cinematografico britannico († 2015)
- 1927 - Victor Wong, attore statunitense († 2001)
- 1928 - Giano Accame, giornalista e saggista italiano († 2009)
- 1928 - Chū Arai, comico, attore e cantante giapponese († 2000)
- 1928 - Luigi Bertoli, calciatore italiano († 2010)
- 1928 - Valentin Muratov, ginnasta e allenatore di ginnastica artistica sovietico († 2006)
- 1928 - Eunice Muñoz, attrice portoghese († 2022)
- 1928 - Giuseppe Aurelio Privitera, grecista italiano
- 1928 - Fons van der Stee, politico olandese († 1999)
- 1929 - Héctor Costa, cestista uruguaiano († 2010)
- 1929 - Umberto D'Orsi, attore italiano († 1976)
- 1929 - Werner Tübke, pittore tedesco († 2004)
- 1930 - Corneliu Călugăreanu, cestista romeno († 2011)
- 1930 - Joe Colombo, designer e architetto italiano († 1971)
- 1930 - Jean Dominique, giornalista haitiano († 2000)
- 1930 - Antonio Gava, politico italiano († 2008)
- 1930 - Alfred Daniel Williams King, attivista statunitense († 1969)
- 1930 - Tony Lip, attore statunitense († 2013)
- 1930 - Oleg Konstantinovič Popov, circense russo († 2016)
- 1931 - Fernando Bandini, poeta e scrittore italiano († 2013)
- 1931 - Brian Clemens, sceneggiatore e produttore televisivo britannico († 2015)
- 1931 - Ursula Donath, ex mezzofondista e velocista tedesca
- 1931 - Dominique Lapierre, giornalista, scrittore e filantropo francese († 2022)
- 1931 - Chong-Sik Lee, scrittore nordcoreano († 2021)
- 1931 - Bruno Mattei, regista, sceneggiatore e montatore italiano († 2007)
- 1931 - Mihovil Radja, dirigente sportivo e rugbista a 15 jugoslavo († 2010)
- 1931 - Jan Teplý, attore ceco († 2007)
- 1931 - Gianni Zanasi, giornalista e rugbista a 15 italiano († 2014)
- 1932 - Henri Biancheri, calciatore francese († 2019)
- 1932 - Emmanuel Crenn, ciclista su strada francese († 2020)
- 1932 - Bo Erias, cestista statunitense († 2007)
- 1932 - Gabriele Giannantoni, filosofo e politico italiano († 1998)
- 1933 - Mary Arden, attrice, modella e imprenditrice statunitense († 2014)
- 1933 - Edd Byrnes, attore statunitense († 2020)
- 1933 - Gerda Kraan, ex mezzofondista olandese
- 1933 - Ben Piazza, attore statunitense († 1991)
- 1933 - Jean-Jacques Susini, politico francese († 2017)
- 1933 - Odette Vollenweider, compositrice di scacchi svizzera († 2021)
- 1933 - Dick Welsh, cestista statunitense († 2023)
- 1934 - Claude Brodin, schermidore francese († 2014)
- 1934 - Engelbert Kraus, calciatore tedesco († 2016)
- 1934 - Salvatore Nocita, regista e sceneggiatore italiano
- 1934 - Abdoulaye Seye, velocista senegalese († 2011)
- 1934 - Gonzalo Suárez, regista e sceneggiatore spagnolo
- 1934 - Angelina Linda Zammataro, pedagogista e psicoterapeuta italiana
- 1935 - Győző Forintos, scacchista ungherese († 2018)
- 1935 - William Negri, calciatore e allenatore di calcio italiano († 2020)
- 1935 - Giorgio Redaelli, alpinista italiano († 2022)
- 1936 - Luciana Aigner-Foresti, archeologa e etruscologa italiana
- 1936 - Gian, attore e comico italiano († 2010)
- 1936 - Buddy Guy, chitarrista e cantautore statunitense
- 1936 - John P. Ryan, attore statunitense († 2007)
- 1936 - Ralph Taeger, attore statunitense († 2015)
- 1936 - Ernesto Vallerani, ingegnere italiano
- 1936 - Pilar di Borbone-Spagna, principessa e dirigente sportiva spagnola († 2020)
- 1937 - Eugenio Alabiso, montatore italiano
- 1937 - Orlando Fabbri, politico italiano († 2014)
- 1937 - Rudolf Malter, filosofo tedesco († 1994)
- 1937 - Nicola Rubertelli, scenografo italiano
- 1937 - James Spaulding, sassofonista e flautista statunitense
- 1937 - Marco Vacchi, imprenditore italiano
- 1938 - Michael Bell, doppiatore, attore e direttore del doppiaggio statunitense
- 1938 - Rosanna Bettarini, filologa italiana († 2012)
- 1938 - Roberto Gil, allenatore di calcio e calciatore spagnolo († 2022)
- 1938 - Daniel Hechter, stilista e imprenditore francese
- 1938 - Vjačeslav Ivanov, canottiere sovietico († 2024)
- 1938 - Juan Francisco Sarasti Jaramillo, arcivescovo cattolico colombiano († 2021)
- 1938 - Hervé de Charette, politico francese
- 1939 - Peter Bogdanovich, regista, sceneggiatore e critico cinematografico statunitense († 2022)
- 1939 - Pasquale Culotta, architetto italiano († 2006)
- 1939 - Tamara Danilova, ex discobola sovietica
- 1939 - Rodolfo Giampaoli, politico italiano
- 1939 - Kim Jong-seon, ex cestista sudcoreano
- 1939 - Lidija Leont'eva, cestista sovietica († 1996)
- 1939 - Willie McIntosh, ex calciatore scozzese
- 1939 - Fausto Vigevani, politico e sindacalista italiano († 2003)
- 1940 - Nevio Carbi, ex pugile e allenatore di pugilato italiano
- 1940 - Zora Haluzická, ex cestista cecoslovacca
- 1940 - Big Jack Johnson, musicista statunitense († 2011)
- 1940 - Aleksej Nikančikov, schermidore sovietico († 1972)
- 1940 - Vladimír Pištělák, ex cestista cecoslovacco
- 1940 - Muhammad Sa'id al-Sahhaf, politico e diplomatico iracheno
- 1940 - Patricia Schroeder, politica e avvocata statunitense († 2023)
- 1940 - Clive Sinclair, imprenditore e inventore inglese († 2021)
- 1941 - Paul Anka, cantante, compositore e attore canadese
- 1941 - Orlando Branca, editore italiano
- 1941 - Cheung Chi Doy, ex calciatore hongkonghese
- 1941 - Giovanni Codevilla, storico italiano
- 1941 - Jean-Louis Comolli, regista, critico cinematografico e critico musicale francese († 2022)
- 1941 - Erik Hagen, ex calciatore norvegese
- 1941 - Kim Jong-gak, generale e politico nordcoreano
- 1941 - Rosa Maria Sardà, attrice e comica spagnola († 2020)
- 1941 - Marcello Spatafora, diplomatico italiano
- 1942 - Joan Halifax, attivista statunitense
- 1942 - Jack Miles, scrittore statunitense
- 1942 - György Nagy, calciatore ungherese († 1992)
- 1943 - Jean-Pierre Egger, pesista, discobolo e allenatore di atletica leggera svizzero († 2025)
- 1943 - Giovanni Goria, politico italiano († 1994)
- 1943 - Muriel Marland-Militello, politica francese († 2021)
- 1943 - Magne Myrmo, ex fondista norvegese
- 1943 - Richard Shoup, informatico e imprenditore statunitense († 2015)
- 1943 - Giuseppe Versaldi, cardinale e arcivescovo cattolico italiano
- 1944 - Gerry Birrell, pilota automobilistico britannico († 1973)
- 1944 - Fulvio Bodo, politico italiano († 2020)
- 1944 - Livio Boncompagni, politico italiano
- 1944 - Paolo Braca, ex calciatore italiano
- 1944 - Jimmy Cliff, cantante giamaicano
- 1944 - Chris Darrow, cantautore e polistrumentista statunitense († 2020)
- 1944 - Anne Fausto-Sterling, sessuologa e biologa statunitense
- 1944 - Adriano Galliani, dirigente sportivo, imprenditore e politico italiano
- 1944 - Roberto Hodge, calciatore cileno († 1985)
- 1944 - Betty Mars, cantante e attrice francese († 1989)
- 1944 - Marco Petreschi, architetto italiano
- 1944 - Renata Piernitzka, ex cestista polacca
- 1944 - Yoon Jeong-hee, attrice sudcoreana († 2023)
- 1944 - Frances de la Tour, attrice britannica
- 1945 - Patrice Bart, ex ballerino e coreografo francese
- 1945 - Jean-Claude Martinez, giurista e politico francese
- 1945 - Patrick Modiano, scrittore e sceneggiatore francese
- 1945 - David Sanborn, sassofonista, conduttore televisivo e conduttore radiofonico statunitense († 2024)
- 1945 - Mario Spezi, giornalista e scrittore italiano († 2016)
- 1946 - David Allen, astronomo britannico († 1994)
- 1946 - Italo Michele Battafarano, germanista, filologo e traduttore italiano
- 1946 - Neil Bonnett, pilota automobilistico statunitense († 1994)
- 1946 - Roberto Cosulich, scacchista italiano
- 1946 - John Deans, ex calciatore scozzese
- 1946 - Jeffrey Hammond, bassista britannico
- 1946 - Gennadij Ivančenko, ex sollevatore sovietico
- 1946 - Ferdinand Keller, calciatore tedesco († 2023)
- 1946 - Barbara Kopple, regista e produttrice cinematografica statunitense
- 1946 - Mario Pérez Guadarrama, ex calciatore messicano
- 1946 - Ada Spadoni Urbani, politica italiana
- 1947 - William Atherton, attore statunitense
- 1947 - Lidiano Bacchielli, archeologo italiano († 1996)
- 1947 - Françoise Barré-Sinoussi, virologa e immunologa francese
- 1947 - Anna Identici, cantautrice italiana
- 1947 - Nico Rijnders, calciatore olandese († 1976)
- 1947 - Margo Sappington, coreografa statunitense
- 1947 - Arnold Schwarzenegger, attore, imprenditore e produttore cinematografico austriaco
- 1947 - Jim Slatton, ex pallanuotista statunitense
- 1948 - Jurij Filatov, ex canoista sovietico
- 1948 - Jim Mandich, giocatore di football americano statunitense († 2011)
- 1948 - Giorgio Morbiato, ex ciclista su strada e pistard italiano
- 1948 - Billy Paultz, ex cestista statunitense
- 1948 - Jean Reno, attore francese
- 1948 - Sigurður Pálsson, scrittore e poeta islandese († 2017)
- 1948 - Carel Struycken, attore, compositore e fotografo olandese
- 1948 - Irina Viner, ex ginnasta e allenatrice di ginnastica sovietica
- 1949 - Luciano Azzolini, politico italiano
- 1949 - Flávio Galvão, attore e doppiatore brasiliano
- 1949 - Javad Ghorab, ex calciatore iraniano
- 1949 - Bill Hobbs, canottiere statunitense († 2020)
- 1949 - Mauro Viviani, allenatore di calcio e ex calciatore italiano
- 1949 - Torrance Fleischmann, cavallerizza statunitense
- 1949 - Dwight White, giocatore di football americano statunitense († 2008)
- 1950 - Mario Buscaino, politico italiano
- 1950 - David Carroll, attore e cantante statunitense († 1992)
- 1950 - Harriet Harman, politica britannica
- 1950 - Brad Johnstone, ex rugbista a 15 e allenatore di rugby a 15 neozelandese
- 1950 - Andy Luotto, attore, comico e cuoco italiano
- 1950 - Tony Macken, allenatore di calcio e ex calciatore irlandese
- 1950 - Nello Malizia, allenatore di calcio e ex calciatore italiano
- 1950 - Vincenzo Napoli, politico e architetto italiano
- 1950 - Gabriele Salvatores, regista e sceneggiatore italiano
- 1950 - Mario Schembri, ex calciatore maltese
- 1950 - Massimo Schuster, attore e regista italiano
- 1950 - Frank Stallone, cantante, musicista e attore statunitense
- 1951 - Erwin Leder, attore austriaco
- 1951 - Emiliano Macchi, calciatore italiano († 2013)
- 1951 - Joseph-Francis Sumégné, artista e scultore camerunese
- 1951 - Jane Swagerty, ex nuotatrice statunitense
- 1952 - Brian Boyd, critico letterario e docente neozelandese
- 1953 - Aleksandr Nikolaevič Balandin, cosmonauta sovietico
- 1953 - Maria Rosaria Capobianchi, biologa italiana
- 1953 - Phil Davis, scrittore, attore e regista britannico
- 1953 - Anne Linnet, cantante danese
- 1953 - Raffaele Palma, scrittore, disegnatore e umorista italiano
- 1953 - Vladimir Pavlenko, schermidore sovietico († 2023)
- 1953 - Heribert Prantl, giornalista tedesco
- 1953 - Debra Waples, ex schermitrice statunitense
- 1954 - Andris Blicavs, ex cestista australiano
- 1954 - Ian Callum, designer britannico
- 1954 - Gregory Johnson, ex astronauta statunitense
- 1954 - Stefano Morselli, politico italiano
- 1954 - Ken Olin, attore, regista e produttore televisivo statunitense
- 1954 - Michael Wolf, fotografo tedesco († 2019)
- 1955 - Rat Scabies, batterista britannico
- 1955 - Fabrizio Salvatori, dirigente sportivo e ex calciatore italiano
- 1955 - Andrew Strominger, fisico statunitense
- 1955 - Christopher Warren-Green, violinista e direttore d'orchestra britannico
- 1956 - Delta Burke, attrice statunitense
- 1956 - Georg Gänswein, arcivescovo cattolico e diplomatico tedesco
- 1956 - Michael Göring, scrittore tedesco
- 1956 - Anita Hill, avvocata e docente statunitense
- 1956 - Abdelfettah Mouddani, ex calciatore marocchino
- 1956 - Radoslav Zdravkov, dirigente sportivo, allenatore di calcio e ex calciatore bulgaro
- 1957 - Antonio Adamo, regista italiano
- 1957 - Vladimir Androić, ex cestista e allenatore di pallacanestro jugoslavo
- 1957 - Bill Cartwright, ex cestista e allenatore di pallacanestro statunitense
- 1957 - Elena Čausova, ex cestista sovietica
- 1957 - Giuseppe Cucca, politico italiano
- 1957 - Ken'yū Horiuchi, doppiatore giapponese
- 1957 - Eddie Lee Ivery, ex giocatore di football americano statunitense
- 1957 - Andreas Krause, ex calciatore tedesco orientale
- 1957 - Bert Oosterbosch, ciclista su strada e pistard olandese († 1989)
- 1957 - Miguel Prince, ex calciatore colombiano
- 1957 - Nery Pumpido, ex calciatore e allenatore di calcio argentino
- 1957 - Philip Quast, attore teatrale e cantante australiano
- 1957 - José Riga, allenatore di calcio belga
- 1957 - Victor Slezak, attore statunitense
- 1957 - Berdien Stenberg, musicista e flautista olandese
- 1957 - Marco Tamberi, ex altista italiano
- 1957 - Rui Veloso, cantante e musicista portoghese
- 1957 - Howard Scott Warshaw, programmatore e autore di videogiochi statunitense
- 1958 - Guido Barilla, imprenditore e dirigente d'azienda italiano
- 1958 - Richard Burgi, attore statunitense
- 1958 - Kate Bush, cantautrice, musicista e ballerina britannica
- 1958 - Lorenzo Cancian, ex sciatore alpino italiano
- 1958 - Ron Essink, ex giocatore di football americano statunitense
- 1958 - Neal McCoy, cantante statunitense
- 1958 - Lisa Mordente, attrice, ballerina e cantante statunitense
- 1958 - Rafael Nickel, ex schermidore tedesco
- 1958 - Orlando Pizzolato, ex maratoneta italiano
- 1958 - Daley Thompson, ex multiplista e velocista britannico
- 1959 - Riccardo Biseo, pianista, compositore e arrangiatore italiano
- 1959 - Marc Cécillon, ex rugbista a 15 e allenatore di rugby a 15 francese
- 1959 - Petra Felke, ex giavellottista tedesca
- 1959 - Sergio Pacheco, ex calciatore cileno
- 1959 - Antonio Prade, politico e avvocato italiano
- 1959 - Abdullah di Pahang, principe e dirigente sportivo malese
- 1960 - Marek Dopierała, ex canoista polacco
- 1960 - Marcello Gualdani, politico italiano
- 1960 - Ján Klimko, combinatista nordico slovacco
- 1960 - Richard Linklater, regista, sceneggiatore e produttore cinematografico statunitense
- 1960 - Marino Magliani, scrittore e traduttore italiano
- 1960 - Lucio Malan, politico italiano
- 1960 - Brillante Mendoza, regista filippino
- 1961 - Achdé, fumettista francese
- 1961 - Elio, cantautore, musicista e comico italiano
- 1961 - Skye Blue, ex attrice pornografica statunitense
- 1961 - Laurence Fishburne, attore statunitense
- 1961 - Fabrizio Lucci, direttore della fotografia italiano
- 1961 - Silvia Massarelli, direttrice d'orchestra italiana
- 1961 - Jógvan Martin Olsen, allenatore di calcio e ex calciatore faroese
- 1961 - Andrea Pancani, giornalista e conduttore televisivo italiano
- 1961 - Reggie Roby, giocatore di football americano statunitense († 2005)
- 1961 - Daniele Turcolin, ex giocatore di football americano e allenatore di football americano italiano
- 1962 - Loren Avedon, attore statunitense
- 1962 - Enzo Biato, allenatore di calcio e ex calciatore italiano
- 1962 - Angelo Bonelli, politico italiano
- 1962 - Alton Brown, personaggio televisivo, conduttore televisivo e autore televisivo statunitense
- 1962 - Fatima Tabaâmrante, cantautrice, ballerina e attrice marocchina
- 1962 - Vladimir Nikolaevič Dežurov, cosmonauta russo
- 1962 - Leif Engqvist, ex calciatore e allenatore di calcio svedese
- 1962 - Monique Gabrielle, modella e attrice statunitense
- 1962 - Andy Green, aviatore e pilota automobilistico inglese
- 1962 - Deirdre Lovejoy, attrice statunitense
- 1962 - David Sabiu, direttore d'orchestra, compositore e percussionista italiano
- 1963 - Giuliana De Donno, arpista italiana
- 1963 - Alberto Duval, giornalista e conduttore televisivo italiano
- 1963 - Mandakini, attrice indiana
- 1963 - Lucyna Karpierz, ex cestista polacca
- 1963 - Lisa Kudrow, attrice e produttrice televisiva statunitense
- 1963 - Carlos Maldonado, allenatore di calcio e ex calciatore venezuelano
- 1963 - Jarosław Marcinkowski, ex cestista polacco
- 1963 - Antoni Martí, politico andorrano († 2023)
- 1963 - Gisèle Meygret, schermitrice francese († 1999)
- 1963 - Chris Mullin, ex cestista, dirigente sportivo e allenatore di pallacanestro statunitense
- 1963 - Manlio Scopigno, generale italiano
- 1963 - Neil Webb, allenatore di calcio e ex calciatore inglese
- 1964 - Valter Bonacina, allenatore di calcio e ex calciatore italiano
- 1964 - Maurizio Buccarella, politico italiano
- 1964 - Vivica A. Fox, attrice statunitense
- 1964 - Frank Seurer, ex giocatore di football americano statunitense
- 1964 - Carmelo Ganci, militare italiano († 1987)
- 1964 - Alessandro Gottardo, fumettista italiano
- 1964 - Lula, ex giocatore di calcio a 5 brasiliano
- 1964 - Jürgen Klinsmann, allenatore di calcio, dirigente sportivo e ex calciatore tedesco
- 1964 - Marco Pellegrini, politico italiano
- 1964 - Laine Randjärv, politica estone
- 1964 - Matt Stevens, giocatore di football americano statunitense
- 1965 - Marina Elvira Calderone, politica italiana
- 1965 - Sonny Gordon, giocatore di football americano statunitense († 2023)
- 1965 - Nádia Bento de Lima, ex cestista brasiliana
- 1965 - Kyōmi Sumi, ex cestista giapponese
- 1965 - Richard Tardits, ex giocatore di football americano e rugbista a 15 francese
- 1965 - Alexis Trujillo, allenatore di calcio, dirigente sportivo e ex calciatore spagnolo
- 1965 - Angelo Vaccarezza, politico italiano
- 1965 - PierLuigi Zoccatelli, sociologo italiano († 2024)
- 1965 - Sybrand van Haersma Buma, politico olandese
- 1966 - Flavia Astolfi, cantante, ballerina e attrice italiana
- 1966 - Murilo Bustamante, artista marziale misto brasiliano
- 1966 - Byun Jin-sub, cantautore sudcoreano
- 1966 - Gabriella Carrel, ex fondista italiana
- 1966 - Alex Farolfi, disc jockey italiano
- 1966 - Kerry Fox, attrice neozelandese
- 1966 - Craig Gannon, chitarrista britannico
- 1966 - London LeGrand, cantante statunitense
- 1966 - Sean Patrick Maloney, politico e avvocato statunitense
- 1966 - Dario Rando, ex ciclista su strada italiano
- 1966 - Veronika Wallinger, ex sciatrice alpina austriaca
- 1966 - White Town, cantante indiano
- 1967 - Cori Blakebrough, ex cestista canadese
- 1967 - Ann Brashares, scrittrice statunitense
- 1967 - Dmitrij Bystrov, calciatore e allenatore di calcio sovietico († 2005)
- 1967 - Marisol Espinoza, politica, avvocata e giornalista peruviana
- 1967 - Evangelos Marinakis, armatore e imprenditore greco
- 1967 - James Murphy, chitarrista e produttore discografico statunitense
- 1967 - Diego Riva, ex hockeista su ghiaccio, hockeista in-line e dirigente sportivo italiano
- 1967 - Pascal Smet, politico belga
- 1967 - Kyle Wieche, ex sciatore alpino statunitense
- 1968 - Michele Boccardi, politico italiano
- 1968 - Cristiano Bodo, vescovo cattolico italiano
- 1968 - Vladimiro Caramel, ex calciatore italiano
- 1968 - Terry Crews, attore, ex giocatore di football americano e conduttore televisivo statunitense
- 1968 - Sofie Gråbøl, attrice danese
- 1968 - Robert Korzeniowski, ex marciatore polacco
- 1968 - Gilles Maignan, ex ciclista su strada francese
- 1968 - Sean Moore, batterista e trombettista britannico
- 1968 - Michele Rocco, ex pallavolista italiano
- 1968 - Steve Rogers, ex cestista e allenatore di pallacanestro statunitense
- 1969 - Simon Baker, attore, regista e produttore televisivo australiano
- 1969 - Gaetano Cappa, conduttore radiofonico, regista radiofonico e produttore televisivo italiano
- 1969 - Mario Massimo Caruso, ex calciatore italiano
- 1969 - Giovanni Covone, astrofisico, divulgatore scientifico e saggista italiano
- 1969 - Kristian Thulesen Dahl, politico danese
- 1969 - Gordan Petrić, allenatore di calcio e ex calciatore serbo
- 1969 - Robert Porcher, ex giocatore di football americano statunitense
- 1969 - Andries Ulderink, allenatore di calcio e dirigente sportivo olandese
- 1970 - Pierre Bondouy, ex rugbista a 15 francese
- 1970 - Patrice Carteron, allenatore di calcio e ex calciatore francese
- 1970 - Eugenio Corini, allenatore di calcio e ex calciatore italiano
- 1970 - Dean Edwards, attore, comico e doppiatore statunitense
- 1970 - Stink Fisher, attore e cuoco statunitense
- 1970 - David Frétigné, pilota motociclistico francese
- 1970 - Werner Hippler, ex giocatore di football americano e attore tedesco
- 1970 - Andy Morrison, allenatore di calcio e ex calciatore scozzese
- 1970 - Christopher Nolan, regista, sceneggiatore e produttore cinematografico britannico
- 1970 - MC Trouble, rapper statunitense († 1991)
- 1970 - Eric Tinkler, allenatore di calcio e ex calciatore sudafricano
- 1970 - Paolo Tramezzani, allenatore di calcio e ex calciatore italiano
- 1970 - Massimo Varini, chitarrista, arrangiatore e insegnante italiano
- 1971 - Victor Alfieri, attore italiano
- 1971 - Calogero, cantante, compositore e musicista francese
- 1971 - Dario Casalini, attore italiano
- 1971 - Elvis Crespo, cantante statunitense
- 1971 - Claude Dambury, ex calciatore francese
- 1971 - Tom Green, attore, comico e regista canadese
- 1971 - Restituta Joseph, ex mezzofondista e maratoneta tanzaniana
- 1971 - Rie Kimura, ex calciatrice giapponese
- 1971 - Gary Longwell, rugbista a 15 e allenatore di rugby a 15 britannico
- 1971 - Moses Masuwa, calciatore zambiano († 1993)
- 1971 - Christine Taylor, attrice statunitense
- 1971 - Pierangelo Tieri, pittore italiano
- 1972 - Éric Bartecheky, allenatore di pallacanestro francese
- 1972 - Stefano Belandi, ex triatleta italiano
- 1972 - Olga Chernyak, ex schermitrice ucraina
- 1972 - Zakir Djalilov, ex calciatore kirghiso
- 1972 - Alain Djeumfa, allenatore di calcio camerunese
- 1972 - Patrick Favre, ex biatleta italiano
- 1972 - Dennis Looze, triatleta olandese
- 1972 - Jim McIlvaine, ex cestista statunitense
- 1972 - Michelle McLean, modella namibiana
- 1972 - Urbia Meléndez, ex taekwondoka cubana
- 1972 - Siniša Oreščanin, allenatore di calcio e ex calciatore croato
- 1972 - Jean Pellissier, scialpinista e fondista di corsa in montagna italiano († 2023)
- 1972 - Edith Wolf, ex atleta paralimpica svizzera
- 1973 - Marlenis Costa, ex pallavolista cubana
- 1973 - Mauro D'Attis, politico italiano
- 1973 - Andrea Gaudenzi, dirigente sportivo e ex tennista italiano
- 1973 - Luis Guajardo, ex calciatore cileno
- 1973 - Valerij Kryvencov, allenatore di calcio e ex calciatore ucraino
- 1973 - Randi Laubek, cantante danese
- 1973 - Sonu Nigam, cantante, compositore e musicista indiano
- 1973 - Clementa C. Pinckney, politico e attivista statunitense († 2015)
- 1973 - Nacho Romero, ex cestista spagnolo
- 1973 - Sonu Sood, attore indiano
- 1973 - Catherine Stihler, politica britannica
- 1973 - Ümit Davala, allenatore di calcio e ex calciatore turco
- 1974 - Tommy Dibari, scrittore, psicologo e autore televisivo italiano
- 1974 - Jacek Dukaj, autore di fantascienza polacco
- 1974 - Tryggvi Guðmundsson, ex calciatore islandese
- 1974 - Henry Jackman, compositore inglese
- 1974 - Radostin Kišišev, allenatore di calcio e ex calciatore bulgaro
- 1974 - Selvaggia Lucarelli, giornalista, conduttrice radiofonica e personaggio televisivo italiana
- 1974 - Hugo Morales, ex calciatore argentino
- 1974 - Nami Otake, ex calciatrice giapponese
- 1974 - Jason Robinson, rugbista a 13, rugbista a 15 e allenatore di rugby a 15 britannico
- 1974 - Hilary Swank, attrice e produttrice cinematografica statunitense
- 1974 - Mitsutoshi Tsushima, ex calciatore giapponese
- 1974 - Andrés Yllana, allenatore di calcio e ex calciatore argentino
- 1974 - Josefin Åsberg, scenografa svedese
- 1975 - Daniel Berg Hestad, allenatore di calcio e ex calciatore norvegese
- 1975 - Giovanni L'Altrelli, militare italiano
- 1975 - Oriol Paulo, regista e sceneggiatore spagnolo
- 1975 - Cherie Priest, scrittrice statunitense
- 1975 - John Reardon, attore britannico
- 1975 - Frank Schoeman, ex calciatore sudafricano
- 1975 - Kate Starbird, ex cestista statunitense
- 1976 - Patrick Adami, ex hockeista su ghiaccio svizzero
- 1976 - Nikolai Kinski, attore francese
- 1976 - Dmitrij Lakamov, ex giocatore di calcio a 5 kazako
- 1976 - Daniil Markov, ex hockeista su ghiaccio russo
- 1976 - Ville Niinistö, politico finlandese
- 1976 - Leon Jay Williams, attore e cantante singaporiano
- 1977 - Javier Botet, attore spagnolo
- 1977 - John Carbone, ex calciatore australiano
- 1977 - Gia Darling, ex attrice pornografica statunitense
- 1977 - Misty May-Treanor, ex giocatrice di beach volley statunitense
- 1977 - Blaise Metreweli, agente segreto e dirigente pubblica britannica
- 1977 - Brother Ali, rapper e beatmaker statunitense
- 1977 - Jürgen Patocka, allenatore di calcio e ex calciatore austriaco
- 1977 - Julio Alberto Pérez Cuapio, ex ciclista su strada messicano
- 1977 - Jaime Pressly, attrice e modella statunitense
- 1977 - Pita Rabo, calciatore figiano
- 1977 - Sebastián Sichel, politico e avvocato cileno
- 1977 - Bootsy Thornton, ex cestista statunitense
- 1977 - Damiano Vannucci, ex calciatore sammarinese
- 1977 - Ian Watkins, cantante, musicista e criminale britannico
- 1977 - Fabrício Werdum, artista marziale misto brasiliano
- 1978 - Johann Chapoutot, storico francese
- 1978 - Filippo Ciampanelli, vescovo cattolico italiano
- 1978 - Adrien Hardy, canottiere francese
- 1978 - Nikema Williams, politica statunitense
- 1979 - Carlos Arroyo, ex cestista portoricano
- 1979 - Clotilde Hesme, attrice e modella francese
- 1979 - Cory Hightower, ex cestista statunitense
- 1979 - Show Luo, cantante, ballerino e attore taiwanese
- 1979 - Othon Mataragas, compositore, musicista e pianista greco
- 1979 - Graeme McDowell, golfista britannico
- 1979 - Fábio Pereira da Cruz, ex calciatore brasiliano
- 1979 - Paweł Pogorzelski, direttore della fotografia polacco
- 1979 - Diva Zappa, attrice statunitense
- 1980 - Rahman Ahmadi, ex calciatore iraniano
- 1980 - Sara Anzanello, pallavolista italiana († 2018)
- 1980 - Karina Birkelund, ex sciatrice alpina norvegese
- 1980 - April Bowlby, attrice statunitense
- 1980 - Roberto Cammarelle, ex pugile italiano
- 1980 - Cassidy Janson, attrice e cantante inglese
- 1980 - Pa Modou Kah, allenatore di calcio e ex calciatore norvegese
- 1980 - Stéphanie Possamaï, judoka francese
- 1980 - Justin Rose, golfista inglese
- 1980 - Saenchai, thaiboxer thailandese
- 1980 - Ricardo Úriz, ex cestista e allenatore di pallacanestro spagnolo
- 1980 - Leire Zabala, ex calciatrice spagnola
- 1981 - Kieran Ault-Connell, atleta paralimpico australiano
- 1981 - Damir Chamadiev, allenatore di calcio a 5 e ex giocatore di calcio a 5 russo
- 1981 - Lisa Goldstein, attrice statunitense
- 1981 - Nicky Hayden, pilota motociclistico statunitense († 2017)
- 1981 - Róbert Hupka, pallavolista slovacco
- 1981 - Daria Korczyńska, ex velocista polacca
- 1981 - Eduardo Lobos, allenatore di calcio e ex calciatore cileno
- 1981 - Maureen Nisima, ex schermitrice francese
- 1981 - Vicente Reynés, ex ciclista su strada spagnolo
- 1981 - Austen Rowland, ex cestista e allenatore di pallacanestro statunitense
- 1981 - Mari Saarinen, hockeista su ghiaccio finlandese
- 1981 - Juan Smith, rugbista a 15 sudafricano
- 1981 - Hope Solo, ex calciatrice statunitense
- 1982 - Ishmael Addo, ex calciatore ghanese
- 1982 - Jehad Al Hussain, ex calciatore siriano
- 1982 - Antolín Alcaraz, ex calciatore paraguaiano
- 1982 - Daniel Alick, ex calciatore vanuatuano
- 1982 - Nesrin Cavadzade, attrice turca
- 1982 - Diana Dell'Erba, attrice e regista italiana
- 1982 - Laila Ferrer, giavellottista brasiliana
- 1982 - Sarah Habel, attrice statunitense
- 1982 - Jakub Houška, cestista e allenatore di pallacanestro ceco
- 1982 - Lindsay Jennerich, canottiera canadese
- 1982 - Kim Min-joung, attrice sudcoreana
- 1982 - Harald Lechner, arbitro di calcio austriaco
- 1982 - Victoria Maurette, attrice, modella e cantautrice argentina
- 1982 - Javad Nazari, attore e compositore iraniano
- 1982 - Neil Petruic, ex hockeista su ghiaccio canadese
- 1982 - Martin Starr, attore e comico statunitense
- 1982 - Yvonne Strahovski, attrice australiana
- 1982 - Viktorija Volčkova, ex pattinatrice artistica su ghiaccio russa
- 1982 - Giuseppe Zedde, fantino italiano
- 1983 - Andrezinho, ex calciatore brasiliano
- 1983 - Mariano Andújar, ex calciatore argentino
- 1983 - João Baptista Robalo, calciatore capoverdiano
- 1983 - Khan Chittenden, attore australiano
- 1983 - Tsukasa Fujimoto, wrestler giapponese
- 1983 - Daniel Giménez Hernández, ex calciatore spagnolo
- 1983 - Abel Góngora, animatore e regista spagnolo
- 1983 - Richard Kruse, schermidore britannico
- 1983 - Deborah Lettieri, ballerina, coreografa e insegnante italiana
- 1983 - Guillermo Madrigal, schermidore cubano
- 1983 - Cristian Molinaro, dirigente sportivo e ex calciatore italiano
- 1983 - Vuk Radivojević, ex cestista serbo
- 1983 - Rosinei Adolfo Nascimento, ex calciatore brasiliano
- 1983 - Giuseppe Tantillo, attore italiano
- 1984 - Brahim Abdeslam, terrorista francese († 2015)
- 1984 - Robin van Aggele, ex nuotatore olandese
- 1984 - Marko Asmer, pilota automobilistico estone
- 1984 - Barbara Berlusconi, dirigente d'azienda italiana
- 1984 - Anda Eibele, ex cestista lettone
- 1984 - Ashley Ellyllon, pianista statunitense
- 1984 - Taihei Katō, ex combinatista nordico giapponese
- 1984 - Zouhair Laaroubi, calciatore marocchino
- 1984 - María León, attrice spagnola
- 1984 - Giōrgos Merkīs, ex calciatore cipriota
- 1984 - Giulia Ottonello, cantante e attrice teatrale italiana
- 1984 - Kevin Pittsnogle, ex cestista statunitense
- 1984 - Gina Rodriguez, attrice statunitense
- 1984 - Frank Rommel, skeletonista tedesco
- 1984 - Michail Sjamënaŭ, lottatore bielorusso
- 1984 - Yūki Tabata, fumettista giapponese
- 1985 - Aml Ameen, attore britannico
- 1985 - Bárbara Generoso Honório, ex cestista brasiliana
- 1985 - Keith Brumbaugh, ex cestista statunitense
- 1985 - Daniel Fredheim Holm, ex calciatore norvegese
- 1985 - Elena Gheorghe, cantante rumena
- 1985 - Chris Guccione, ex tennista australiano
- 1985 - Mia Isabella, attrice pornografica statunitense
- 1985 - Benjamin Kleibrink, schermidore tedesco
- 1985 - Luca Lanotte, danzatore su ghiaccio italiano
- 1985 - Rayden, rapper spagnolo
- 1985 - Dan Schreiber, giocatore di poker statunitense
- 1985 - Tobias Weis, allenatore di calcio e ex calciatore tedesco
- 1985 - Mary Wiseman, attrice statunitense
- 1985 - Paulo Rafael de Oliveira Ramos, calciatore brasiliano († 2009)
- 1986 - Arthur Abele, multiplista tedesco
- 1986 - Aleksandăr Emilov Aleksandrov, ex calciatore bulgaro
- 1986 - Bruno Cerella, ex cestista argentino
- 1986 - Mariana Costa, pallavolista brasiliana
- 1986 - Tom Dwan, giocatore di poker statunitense
- 1986 - King Lil G, rapper statunitense
- 1986 - Danielle Green, ex cestista statunitense
- 1986 - Carolina Guerra, attrice, modella e conduttrice televisiva colombiana
- 1986 - Li Qian, tennistavolista cinese
- 1986 - Massimiliano Morra, attore e ex modello italiano
- 1986 - Paul Ramírez, calciatore venezuelano († 2011)
- 1986 - Salam Shakir, calciatore iracheno
- 1986 - Nicolas Taccoen, ex cestista francese
- 1986 - Danielle Wiener, attrice e doppiatrice statunitense
- 1986 - Jimmy Wilson, giocatore di football americano statunitense
- 1986 - Elif Jale Yeşilırmak, lottatrice russa
- 1987 - Rafael Amorim, ex calciatore brasiliano
- 1987 - Kyrylo Cypun, giocatore di calcio a 5 ucraino
- 1987 - Narcisse Ekanga, ex calciatore camerunese
- 1987 - Elise Estrada, cantante filippina
- 1987 - Mehmet Güven, ex calciatore turco
- 1987 - Jack Pelter, calciatore neozelandese
- 1987 - Tori Peña, ex astista statunitense
- 1987 - Jānis Šmēdiņš, giocatore di beach volley lettone
- 1987 - Luca Zandonella, ex hockeista su ghiaccio italiano
- 1987 - Emilio Zelaya, calciatore argentino
- 1988 - Julián Arredondo, ex ciclista su strada colombiano
- 1988 - Nino Bertasio, golfista italiano
- 1988 - Joel Fahie, calciatore anglo-verginiano
- 1988 - Skúli Jón Friðgeirsson, calciatore islandese
- 1988 - Ellen Herman, ex pallavolista e allenatrice di pallavolo statunitense
- 1988 - Ángel Madrazo, ex ciclista su strada spagnolo
- 1988 - Oupa Manyisa, calciatore sudafricano
- 1988 - Wenda Nel, ostacolista sudafricana
- 1988 - Marijan Ognjanov, calciatore bulgaro
- 1988 - Park Se-young, attrice sudcoreana
- 1988 - Katherine Reutter, pattinatrice di short track statunitense
- 1988 - András Ruják, cestista ungherese
- 1988 - Ushoshi Sengupta, modella indiana
- 1988 - Branislav Stanić, ex calciatore serbo
- 1988 - Andreas Stjernen, ex saltatore con gli sci norvegese
- 1988 - Nico Tortorella, attore statunitense
- 1988 - Alexander Vlahos, attore britannico
- 1989 - Jaime Alas, calciatore salvadoregno
- 1989 - Saša Borovnjak, cestista serbo
- 1989 - Jean-Christophe Coubronne, calciatore francese
- 1989 - Corinna Dentoni, tennista italiana
- 1989 - Aleix Espargaró, pilota motociclistico e ciclista spagnolo
- 1989 - Zoltán Horváth, calciatore ungherese
- 1989 - Mario Roberto Martínez, calciatore honduregno
- 1989 - Glenn Micallef, funzionario e politico maltese
- 1989 - Giacomo Panizza, ostacolista italiano
- 1989 - Luke Sikma, cestista statunitense
- 1989 - Matteo Tessari, ex hockeista su ghiaccio italiano
- 1990 - Ahmed Hamoudi, calciatore egiziano
- 1990 - Erlend Bjøntegaard, ex biatleta norvegese
- 1990 - Valentina Colombo, attrice italiana
- 1990 - Alyson Dudek, pattinatrice di short track statunitense
- 1990 - Dominic Dwyer, calciatore inglese
- 1990 - Corry Evans, calciatore nordirlandese
- 1990 - Diogo Ferreira, astista portoghese
- 1990 - Matt Hookings, attore britannico
- 1990 - Guy-Michel Landel, calciatore guineano
- 1990 - Chris Maxwell, calciatore gallese
- 1990 - Arthur Oliveira, giocatore di calcio a 5 brasiliano
- 1990 - Lia Parolari, ex ginnasta italiana
- 1990 - Shekinna Stricklen, ex cestista statunitense
- 1990 - Eliot Sumner, cantautrice, musicista e disc jockey britannica
- 1990 - Bandja Sy, cestista francese
- 1990 - April Sykes, ex cestista statunitense
- 1990 - Tekio, calciatore spagnolo
- 1990 - Ellips, cantante finlandese
- 1990 - Dinko Trebotić, calciatore croato
- 1990 - Miki Yahata, ex pallavolista giapponese
- 1991 - Salah Eddine Ben Brahim, artista marziale italiano
- 1991 - David Carreira, cantante francese
- 1991 - Karim Abdel Gawad, giocatore di squash egiziano
- 1991 - Wilder Guisao, calciatore colombiano
- 1991 - Mohammad Jamshidi, cestista iraniano
- 1991 - A.J. Klein, ex giocatore di football americano statunitense
- 1991 - Dar'ja Kondakova, ex ginnasta russa
- 1991 - Iryna Kryŭko, biatleta bielorussa
- 1991 - Ben, cantante sudcoreana
- 1991 - Santiago Martínez, calciatore uruguaiano
- 1991 - Matteo Negri, cestista italiano
- 1991 - Christian Otero, giocatore di calcio a 5 colombiano
- 1991 - Tina Robnik, ex sciatrice alpina slovena
- 1991 - Vladimir Sobolev, ex calciatore russo
- 1991 - Maria Springwald, canottiera polacca
- 1991 - Femke Stoltenborg, pallavolista olandese
- 1991 - Laury Thilleman, modella francese
- 1991 - Patrik Tischler, calciatore ungherese
- 1991 - Levine Toilolo, giocatore di football americano statunitense
- 1991 - Bruno Turco, ex calciatore brasiliano
- 1991 - Diana Vickers, cantante e attrice britannica
- 1991 - Carolina Yuste, attrice spagnola
- 1992 - Greta Adami, calciatrice italiana
- 1992 - Matteo Badilatti, ciclista su strada svizzero
- 1992 - Adam Barwood, ex sciatore alpino neozelandese
- 1992 - Fabiano Caruana, scacchista italiano
- 1992 - Hannah Cockroft, atleta paralimpica britannica
- 1992 - Terrence Drisdom, cestista statunitense
- 1992 - Kyle Godwin, rugbista a 15 australiano
- 1992 - Rafael Henmi, giocatore di calcio a 5 brasiliano
- 1992 - Anaso Jobodwana, velocista sudafricano
- 1992 - Shūto Kojima, calciatore giapponese
- 1992 - Alex Lahey, cantautrice e polistrumentista australiana
- 1992 - Radomir Milosavljević, calciatore serbo
- 1992 - Luis Peralta, calciatore colombiano
- 1992 - Julia Ragnarsson, attrice svedese
- 1992 - Raheem Robinson, calciatore britannico
- 1992 - Maoni Talia, pallavolista francese
- 1992 - Kevin Volland, calciatore tedesco
- 1993 - Alessio Bertaggia, hockeista su ghiaccio svizzero
- 1993 - Gianluca Caprari, calciatore italiano
- 1993 - Naito Ehara, nuotatore giapponese
- 1993 - Marwan El Shorbagy, giocatore di squash egiziano
- 1993 - Šamil' Gasanov, calciatore russo
- 1993 - André Gomes, calciatore portoghese
- 1993 - Alessandro Hämmerle, snowboarder austriaco
- 1993 - Heðin Hansen, calciatore faroese
- 1993 - Temarrick Hemingway, giocatore di football americano statunitense
- 1993 - Bernardo Lopes, calciatore portoghese
- 1993 - Michaela Meijer, astista svedese
- 1993 - Filip Pajović, calciatore serbo
- 1993 - Lucas Patrick, giocatore di football americano statunitense
- 1993 - Ilse Paulis, canottiera olandese
- 1993 - Nicolás Rizzo, calciatore argentino
- 1993 - Ryan Scicluna, calciatore maltese
- 1993 - Yōko Tanaka, calciatrice giapponese
- 1993 - Yūki Togashi, cestista giapponese
- 1993 - Jared Walsh, giocatore di baseball statunitense
- 1994 - Obada Al-Kasbeh, pugile giordano
- 1994 - Mathilde Bundschuh, attrice tedesca
- 1994 - Marco Faccani, pilota motociclistico italiano
- 1994 - Zurab Gedechauri, lottatore georgiano
- 1994 - Robin Jorch, cestista tedesco
- 1994 - Álex Muñoz, calciatore spagnolo
- 1994 - Jaysean Paige, cestista statunitense
- 1994 - Jordan Silva, calciatore messicano
- 1994 - Felipe dos Santos, multiplista brasiliano
- 1995 - Elías Alderete, calciatore argentino
- 1995 - Mike Boone, giocatore di football americano statunitense
- 1995 - Anton Dukač, slittinista ucraino
- 1995 - Izi, rapper italiano
- 1995 - Hirving Lozano, calciatore messicano
- 1995 - Nélson Monte, calciatore portoghese
- 1995 - Taren Sullivan, cestista statunitense
- 1996 - Ariel Atkins, cestista e allenatrice di pallacanestro statunitense
- 1996 - Fatin Shidqia, cantante indonesiana
- 1996 - Márkó Filipovity, cestista ungherese
- 1996 - Flamarion, calciatore brasiliano
- 1996 - Jonas Gregaard, ciclista su strada danese
- 1996 - Cole Holcomb, giocatore di football americano statunitense
- 1996 - Michal Jonec, calciatore slovacco
- 1996 - Synnøve Karlsen, attrice scozzese
- 1996 - Dylan Larkin, hockeista su ghiaccio statunitense
- 1996 - Jacob Lofland, attore statunitense
- 1996 - Matt McCarthy, cestista australiano
- 1996 - Artëm Nijazov, giocatore di calcio a 5 russo
- 1996 - Austin North, attore statunitense
- 1996 - Leandro Otormín, calciatore uruguaiano
- 1996 - Juho Pirttijoki, ex calciatore finlandese
- 1996 - Alessandro Piu, calciatore italiano
- 1996 - Nina Stojanović, tennista serba
- 1996 - Hans Vaccari, ex sciatore alpino italiano
- 1997 - Denys Antjuch, calciatore ucraino
- 1997 - Guillaume Bianchi, schermidore italiano
- 1997 - Emanuel Cățe, cestista rumeno
- 1997 - Cole Christiansen, giocatore di football americano statunitense
- 1997 - Taylan Duman, calciatore tedesco
- 1997 - Kyle Hiebert, calciatore canadese
- 1997 - Takuro Kaneko, calciatore giapponese
- 1997 - Marcos Kremer, rugbista a 15 argentino
- 1997 - Liu Chuanxing, cestista cinese
- 1997 - Teófimo López, pugile statunitense
- 1997 - Aleksandr Miščenko, calciatore kirghiso
- 1997 - Finneas O'Connell, cantautore, produttore discografico e attore statunitense
- 1997 - Annamaria Prezelj, cestista slovena
- 1997 - Darnell Savage Jr., giocatore di football americano statunitense
- 1997 - Egil Selvik, calciatore norvegese
- 1997 - Leonardo Sernicola, calciatore italiano
- 1997 - Shō Shimabukuro, tennista giapponese
- 1997 - Grigore Turda, calciatore rumeno
- 1997 - Mahmoud Yousef, calciatore palestinese
- 1997 - Miguel van Assen, triplista surinamese
- 1998 - Matheus Bueno, calciatore brasiliano
- 1998 - Jake Fromm, giocatore di football americano statunitense
- 1998 - Dani Gómez, calciatore spagnolo
- 1998 - Teruki Hara, calciatore giapponese
- 1998 - Rubin Hebaj, calciatore albanese
- 1998 - Adam Hellborg, calciatore svedese
- 1998 - Nordine Ibouroi, ex calciatore francese
- 1998 - Liam Jordan, calciatore sudafricano
- 1998 - Dušan Miletić, cestista serbo
- 1998 - Dylan Nealis, calciatore statunitense
- 1998 - Jeffrey Rosanelli, pattinatore di velocità su ghiaccio italiano
- 1998 - Eveline Saalberg, velocista olandese
- 1999 - Joey King, attrice statunitense
- 1999 - Thomas Pidcock, ciclista su strada, ciclocrossista e mountain biker britannico
- 1999 - Ihor Stachiv, slittinista ucraino
- 1999 - Jhon Jairo Sánchez, calciatore ecuadoriano
- 1999 - Victor Torp, calciatore danese
- 1999 - Riko Ueki, calciatrice giapponese
- 1999 - Alex Vogel, pistard e ciclista su strada svizzero
- 2000 - Carlos Camacho, tuffatore spagnolo
- 2000 - Jaden Crumedy, giocatore di football americano statunitense
- 2000 - Saige Ka'aha'aina-Torres, pallavolista statunitense
- 2000 - Roman Mityukov, nuotatore svizzero
- 2000 - Terrence Shannon, cestista statunitense
- 2000 - Nathaniel Watson, giocatore di football americano statunitense
- 2000 - Jannine Weigel, cantante, attrice e modella tedesca

## XXI secolo(30)
- 2001 - Mahmoud Saber, calciatore egiziano
- 2001 - Jacob Italiano, calciatore australiano
- 2001 - Daniel Juárez, calciatore argentino
- 2001 - Sōta Kawasaki, calciatore giapponese
- 2001 - Marian Menden, giocatore di football americano tedesco
- 2001 - Daniel Ruiz Rivera, calciatore colombiano
- 2001 - Tamar Svetlin, calciatore sloveno
- 2001 - Sione Vaki, giocatore di football americano statunitense
- 2001 - Kevin Zenón, calciatore argentino
- 2002 - Daniel Díaz, calciatore cubano
- 2002 - Melisa Filis, calciatrice inglese
- 2002 - Ardon Jashari, calciatore svizzero
- 2002 - Taky Marie-Divine Kouamé, pistard francese
- 2002 - Sékou Mara, calciatore francese
- 2002 - Christiaan Ravych, calciatore belga
- 2002 - Sof'ja Samodurova, pattinatrice artistica su ghiaccio russa
- 2002 - Dar'ja Vas'kina, nuotatrice russa
- 2002 - Jabari Walker, cestista statunitense
- 2003 - Daniel DiMaggio, attore statunitense
- 2003 - Tanaeri Sanders, giocatore di football americano statunitense
- 2003 - David Sotelo, calciatore argentino
- 2003 - Akito Suzuki, calciatore giapponese
- 2004 - Sofia Bertucci, calciatrice italiana
- 2004 - YNY Sebi, rapper rumeno
- 2004 - Reynold Cheruiyot, mezzofondista keniota
- 2004 - Eduard Rădăslăvescu, calciatore rumeno
- 2005 - Oriane Jaillardon, nuotatrice artistica francese
- 2005 - Thomas Jungbauer, calciatore dominicano
- 2005 - V.J. Edgecombe, cestista bahamense
- 2006 - Anežka Indráčková, saltatrice con gli sci ceca